# Julianne Lee
Julianne Lee (auch J. Ardian Lee; * 1956 in Kalifornien) ist eine US-amerikanische Schauspielerin, Fantasy-Schriftstellerin und Journalistin.

## Leben
Sie besuchte die „American Academy of Dramatic Arts“ in Los Angeles, Kalifornien, wo sie ihren Abschluss als Schauspielerin erworben hat. Im Film „At Close Range“ spielte sie eine kleine Rolle.
In der Zeit, in der sie als Journalistin tätig war, war sie vor allem Gerichtsreporterin, später machte sie Interviews von Stars für das Starlog Magazin. Dabei hatte sie die Möglichkeit Stars wie Gillian Anderson und David Duchovny zu interviewen. Zurzeit lebt sie mit ihrem Mann und ihren beiden Kindern in Hendersonville (Tennessee). Ihre Leidenschaft für das Schreiben hat sie bereits seit dem 12. Lebensjahr, wobei sie damals nur zum Vergnügen Geschichten schrieb.
Sie gewann mehrere Preise für ihre Kurzgeschichten.

## Werke

### Schwert der Zeit
Das „Schwert der Zeit“ (im Original Sword of Time) besteht aus vier Bänden und wurden von Nina Bader in die deutsche Sprache übersetzt. Veröffentlicht als J. Ardian Lee. In dieser Sage geht es um den Amerikaner Dylan, welcher in die Vergangenheit geholt wird. Er soll das schottische Volk aus der Gewalt der englischen Unterdrücker befreien. Jedoch verliert er sein Herz an die junge Cait, weswegen er sich zwischen der Heutigen Zeit und der Vergangenheit hin- und hergerissen fühlt.
- Son of the Sword, Ace Books 2001, ISBN 0-441-00838-0
  - Vogelfrei Heyne 2001, ISBN 3-453-18935-3
- Outlaw Sword, Ace Books 2002, ISBN 0-441-00935-2
  - Die Verbannung, Heyne 2002, ISBN 3-453-19830-1
- Sword of King James, Ace Books 2003, ISBN 0-441-01059-8
  - Die Rettung, Heyne 2002, ISBN 3-453-19829-8
- Sword of the White Rose, Ace Books 2004, ISBN 0-441-01171-3
  - Die Erfüllung, Heyne 2003, ISBN 3-453-19828-X

### Ritter der Zeit
Eine Weitere Sage von Julianne Lee ist „Ritter der Zeit“, bestehend aus bisher drei Büchern, welche ebenfalls von Nina Bader übersetzt wurden. In dieser noch nicht abgeschlossenen Sage geht es um den amerikanischen Piloten Alex und die englischen Reporterin Lindsay, die durch einen seltsamen Sturm über Schottland, ins frühe 14. Jahrhundert katapultiert werden. Gemeinsam mit dem Schottenkönig kämpfen sie gegen die Engländer, wobei sie tiefere Gefühle füreinander entwickeln.
In Klammern ist der Titel und das Erscheinungsjahr im Original angegeben:
- Knight Tenebrae, Ace Books 2006, ISBN 0-441-01439-9
  - Der Elfenkönig, Heyne 2005, ISBN 3-453-53042-X
- Knight's Blood, Ace Books 2007, ISBN 0-441-01485-2
  - Das Elfenkind, Heyne 2005, ISBN 3-453-53043-8
- Knight's Lady, Ace Books 2008, ISBN 978-0-441-01573-3
  - Die Elfenhöhle, Heyne 2007, ISBN 3-453-53044-6

## Preise
Sie gewann 1992 mit der Kurzgeschichte „As Ye Belive“ den „President’s Prize“ der „Green River Writers“.